# جلم ماء وتدي الذيل

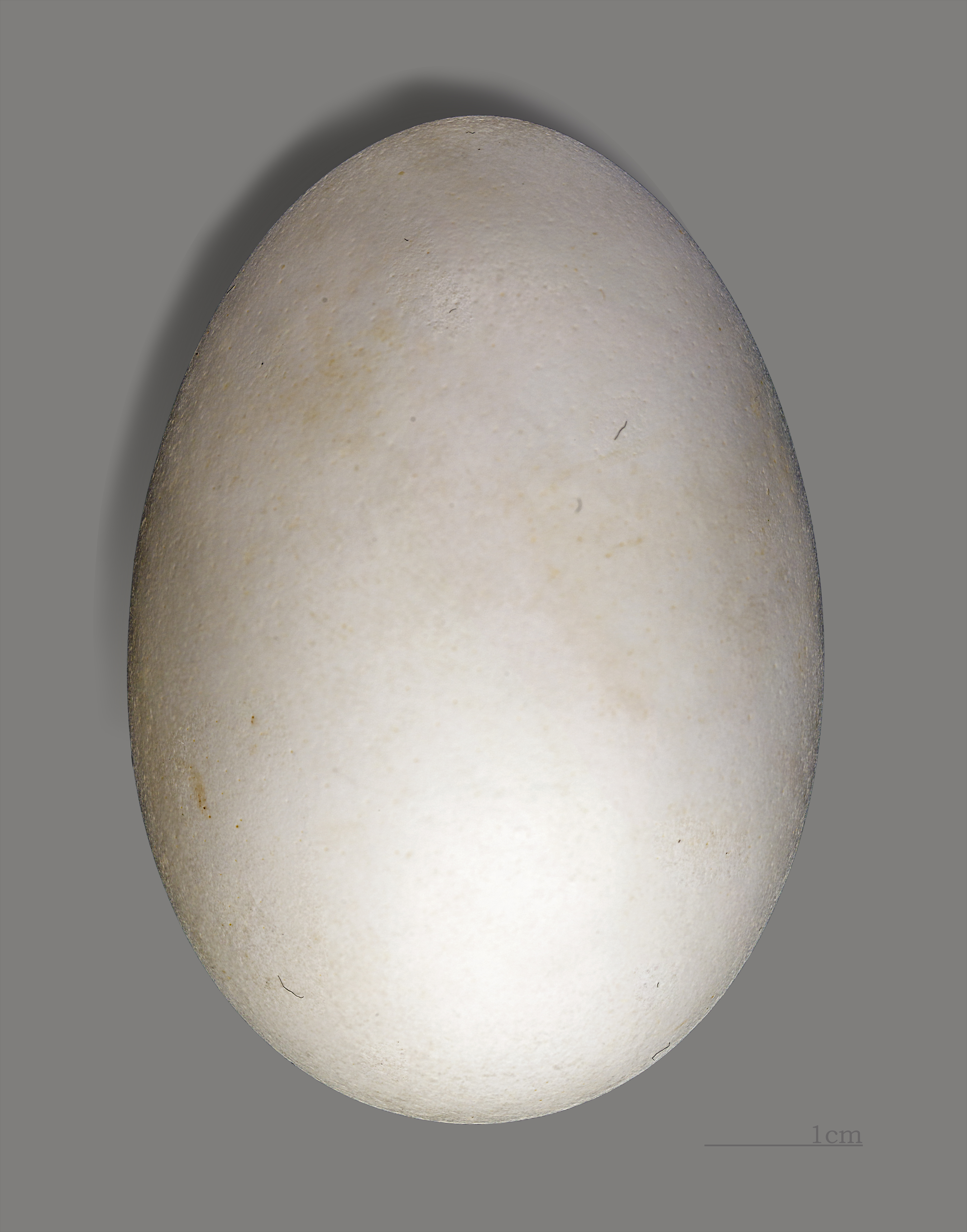
البيضة.

جلم ماء وتدي الذيل (الاسم العلمي: Puffinus  pacificus) (بالإنجليزية: Wedge-tailed  Shearwater)‏ هو طائر ينتمي إلى طيور بترل (فصيلة: Procellariidae).